# Жозеф де Соуза Діас
Жозеф де Соуза Діас (порт. Josef de Souza Dias, нар. 11 лютого 1989, Ріо-де-Жанейро, Бразилія) — бразильський футболіст, опорний півзахисник китайського клубу «Бейцзін Гоань».
Чемпіон Португалії. Володар Кубка Португалії. Переможець Ліги Європи.

## Клубна кар'єра
Народився 11 лютого 1989 року в місті Ріо-де-Жанейро. Вихованець футбольної школи клубу «Васко да Гама». Дорослу кар'єру розпочав 2008 року в основній команді того ж клубу, де провів два сезони.
Своєю грою за цю команду привернув увагу представників тренерського штабу клубу «Порту», до складу якого приєднався 2010 року. Відіграв за клуб з Порту наступні два сезони своєї ігрової кар'єри.
Згодом з 2012 по 2015 рік грав у складі «Греміу» та «Сан-Паулу».
До складу клубу «Фенербахче» приєднався 2015 року.

## Виступи за збірні
2009 року залучався до складу молодіжної збірної Бразилії. На молодіжному рівні зіграв у 5 офіційних матчах.
2014 року дебютував в офіційних матчах у складі національної збірної Бразилії.

## Титули і досягнення
- Чемпіон Португалії (1):

«Порту»: 2010–11
- Володар Кубка Португалії (1):

«Порту»: 2010–11
- Володар Суперкубка Португалії (2):

«Порту»: 2010, 2011
- Переможець Ліги Європи (1):

«Порту»: 2010–11
- Чемпіон Туреччини (1):

«Бешикташ»: 2020–21
- Володар Кубка Туреччини (1):

«Бешикташ»: 2020–21
- Володар Суперкубка Туреччини (1):

«Бешикташ»: 2021
- Переможець Суперкласіко де лас Амерікас (1):

Бразилія: 2014